# 拜物教

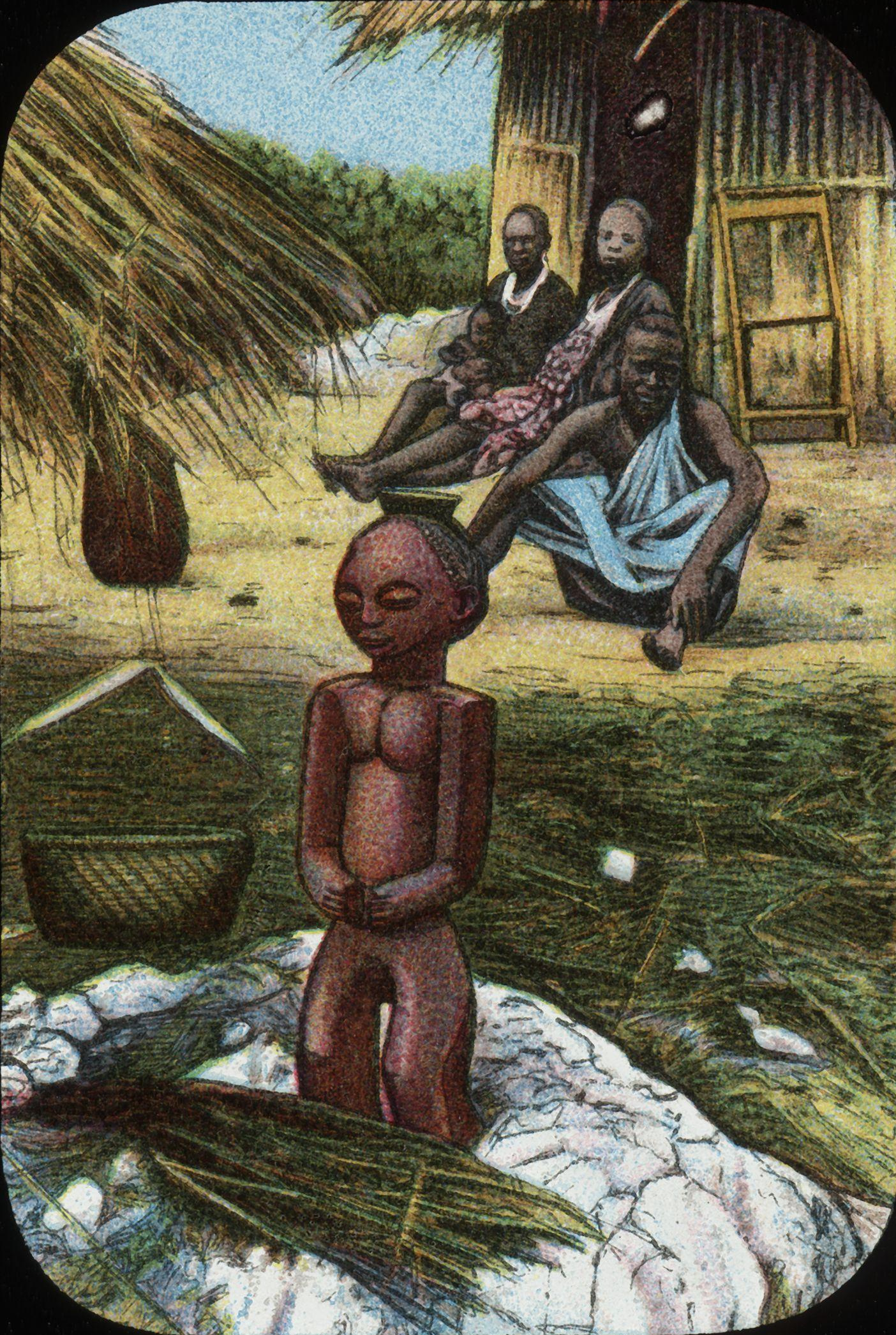
南非拜物教，伦敦会，circa 1900

拜物教，或譯為「物神崇拜」，是原始宗教的一种。拜物教的信徒崇拜某些無生物，如石块、木片、树枝、弓箭。認為這些無生物具有灵性，或神秘的、超自然的性质，以及支配人类命运的力量。以該無生物是否為人造物，可分為「自然物神」(Natural fetish)與「人造物神」(Artificial fetish)兩類。
歷史學家William Pietz分析拜物教（fetishism）的起源，指出此來自歐洲人在16、17世紀對西非宗教的描述。 18世紀的法國作家德布侯偕將演化論應用在宗教分析上，認為西非宗教是種拜物教，且是較原始、低階的宗教形式。

## 精
在道教和一些國家地區的傳說中，無機物受天地的日月精華或特殊環境影響，就會幻化為人類的模樣，或得到跟人一樣的智能。

## 付喪神
日本妖怪傳說中，指器物放置不理100年，吸收天地精華、積聚怨念或感受佛性、靈力而得到靈魂化成妖怪，即付喪神。

## 阿美族十方位之靈
十方位之靈，是在阿美族神話中，位於八個方位，能附身在人類身上使人受苦、生病甚至是死亡的卡瓦斯（Kawas）。十方位之靈可能為惡靈，或受到惡靈影響而幻化的器物。

## 腳註
1. 1 2  吳明義.  (PDF). 吳三連臺灣史料基金會. 新台灣史研習營.   [2002]. （原始内容 (PDF)存档于2018-06-20）.
2. ↑  Pietz, William. . Santa Cruz.: University of California. 1988  [2022-05-21]. （原始内容存档于2022-06-04） （英语）.
3. ↑  ポール＝ロラン・アスン.  . 白水社（文庫クセジュ）. 2008.